# Ben Harburg
Ben Harburg es un inversor y director deportivo estadounidense, que ejerce de socio gerente de Novo Capital, una empresa de inversión global con más de 2.000 millones de dólares en activos bajo gestión. La empresa de Harburg ha realizado importantes inversiones privadas en empresas como Palantir, Uber, Airbnb, Nubank, Nio y Meituan.
Harburg también es copropietario del Cádiz Club de Fútbol, S.A.D., un equipo de fútbol profesional español.

## Educación
En 2002, Harburg se graduó en el Barrington High School, donde destacó como campeón regional y competidor a nivel nacional en oratoria y debate.
En 2006, obtuvo un Bachelor of Arts (Licenciatura) en Relaciones Internacionales por la Universidad de Tufts, donde fue reconocido como Joseph Neubauer Scholar y ejerció de capitán del equipo universitario de remo de peso pesado.
Durante el curso académico 2006-2007, Harburg obtuvo una beca Fulbright para estudiar en Alemania, trabajando en el Departamento de Ciencias Islámicas de la Universidad Ruhr de Bochum.

## Carrera profesional
Harburg comenzó su carrera como asociado en The Boston Consulting Group en 2007, trabajando en las oficinas de la empresa en Berlín y Dubai. En 2010, se convirtió en Director de Inversiones y Operaciones Mineras en CWT Limited, una empresa de logística y trading de materias primas que cotiza en la Bolsa de Singapur.
Desde 2019, Harburg forma parte del Consejo de Directores del Comité Nacional de Relaciones Estados Unidos-China y del Consejo Cultural Asiático.
El 29 de octubre de 2021, el Cádiz CF anunció que Ben Harburg se uniría al club como accionista para apoyar su expansión internacional. Durante 2023, Harburg amplió la presencia comercial del club en Medio Oriente y partes de Asia.
En octubre de 2023, Harburg lanzó una franquicia de ETF bajo la marca CoreValues Alpha.
El 20 de mayo de 2024, Harburg asumió la responsabilidad por el fracaso del club en mantener su supervivencia en La Liga, pidiendo disculpas a los aficionados y comprometiéndose a realizar esfuerzos de reestructuración.